# Cláudio Baggini
Dom Cláudio Baggini (Roma, Italia, 1 de agosto 1936 - Lodi, Italia, 25 de setembro 2015) é um bispo católico italiano. É o atual Bispo da Cidade de Vigevano, na província de Pavia.

## Biografia
Nascido em Roma, de família natural de Casalpusterlengo, em 1936, foi ordenado Padre em 1959. Em 30 de abril de 2000 foi consagrado Bispo de Vigevano pelas mãos do Bispo de Lodi Tiago Capuzzi.
No 21 de abril de 2007 teve a honra de receber Papa Bento XVI em visita pastoral na Cidade.
Em 12 de março 2011 renuncia ao ministerio por problemas de saùde e falece em 25 de setembro 2015 no seminário de Lodi, onde decidiu retirar-se. O funeral foi celebrado para o cardeal Angelo Scola e foi enterrado na catedral de Vigevano.

## Lema e brasão

O brasão de Dom Cláudio

Crux spes única (A cruz é a única esperança).